# Андипарос
Анди́парос (в древности Олиарос; греч. Αντίπαρος) — остров в Эгейском море, принадлежит Греции. Община Андипарос входит в периферийную единицу Парос периферии Южные Эгейские острова.

## География
Входит в архипелаг Киклады. Находится на юге Западных Киклад, недалеко от острова Парос. Остров занимает площадь около 35 км², протяжённость побережья острова составляет 57 километров.

## Население

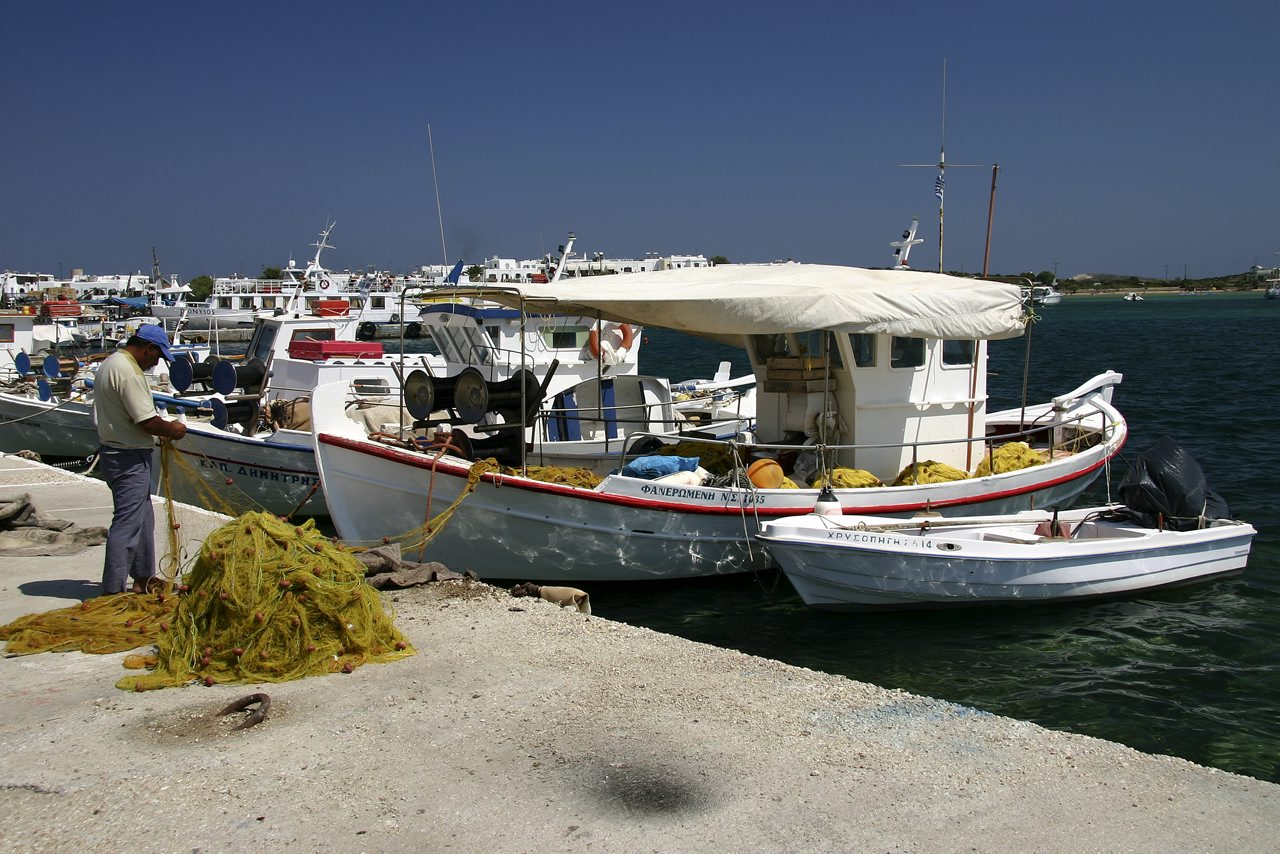
Рыбак в порту Андипарос.

Согласно переписи населения проведённой в 2011 году, на острове проживало 1211 человек. В настоящее время основными занятиями жителей Андипароса является обслуживание туристов и рыболовство.

## Андипарос в «ЭСБЕ»
В начале XX века «Энциклопедический словарь Брокгауза и Ефрона» так описывал этот остров на своих страницах: 
Антипарос — в древности Олиарос (родина Фидия и Праксителя) — один из греч. Цикладских островов, лежит к Ю. З. от Пароса, от которого отделяется узким каналом (шириною около 4 км), едва проходимым для значительных судов, и вместе с ним принадлежит к епархии Наксос. Площадь его равна 36 кв. км, и в единственном, лежащем почти посередине острова, местечке Кастро числится до 600 ж. На острове мало воды, тем не менее, его восточная и западная части довольно плодородны и заняты виноградниками и пашнями; равным образом имеются здесь и кое-какие луга, так что жители богатого мрамором, но бедного растительностью Пароса посылают сюда на пастбище свои стада коз и овец. Та же часть острова, которая лежит более к югу, весьма гориста. В центре этой гористой местности, немного ближе к середине острова, находится пещера, наполненная прекрасными фигурами из сталактитов и сталагмитов (капельников), уже в древности привлекавшая путешественников, хотя никто из древних писателей о ней не упоминает. Доступ к этой пещере весьма труден. Галерея с естественными сводами ведет в узкий и низкий проход, с конца которого надо глубоко спускаться на канатах. После второго еще более длинного спуска, по которому можно уже скользить, открывается другая галерея, столь высокая, что потолок её едва виден. Оттуда узкий проход ведет к новому спуску, на котором прибегают к помощи лестницы, и после неоднократных переходов подобного же рода можно, наконец, проникнуть в главную пещеру, которая имеет 95 м в длину, 30 м в ширину и 25 м в глубину. На юго-западном берегу острова находится удобная гавань, защищенная лежащим перед ней скалистым островом Деспотико (древ. Препезинт). В 1872 г. на А. были открыты богатые свинцовые руды.